# Strokkur
A Strokkur (kiejtése [ˈstrɔhkʏr̥]) egy szökőkút típusú gejzír, amely a Hvítá folyó melletti geotermikus területen található Izlandon, az ország délnyugati részén, Reykjavíktól keletre. Az ország leglátványosabb gejzírje, de nem a leghíresebb, mivel a képződmények névadójának számító Geysir alig 140 méterre délre található tőle. Átlagosan 6-10 percenként tör ki, melyek során 15-20 méter magasságba lövelli ki a vizet, bár időnként kitörései 40 métert is meghaladhatják.

## Jellemzői
A Strokkur a Haukadalur völgyének területén fekszik, ahol számos más utóvulkanikus jelenség, például iszapfortyogók, fumarolák és más gejzírek is  találhatók, mint például a híres Geysir.
A Strokkurt írásban először 1789-ben említették, miután egy földrengés segített kiszabadítani a gejzír járatait. Aktivitása a 19. század folyamán ingadozott; 1815-ben a becslések szerint magassága elérte a 60 métert. A 20. század fordulójáig folytatta kitöréseit, amikor egy újabb földrengés ismét elzárta a járatokat. 1963-ban a Gejzír Bizottság tanácsára a helyiek a medence alján keresztül kitisztították az eltömődött csatornát, és a gejzír azóta is rendszeresen kitör.

## Turizmus
A Haukadalur gejzírjei a Þingvellir Nemzeti Parkkal és a Gullfoss vízeséssel képezik az Arany körút nevű izlandi túraútvonal állomásait. A Strokkur és környéke rendszeresen vonzza a turistákat, akik a gejzír kitörését szeretnék látni, mivel ez az egyike azon nagyon kevés természetes gejzírnek, amely gyakran és megbízható rendszerességgel tör ki. A geotermikus mező látványosságait többször is fizetőssé tették rövidebb időre, de 2014 óta ingyen megtekinthetők. A közvetlen közelükben pedig parkolók, szállások és üzletek találhatók.

## Fordítás
- Ez a szócikk részben vagy egészben  a   Strokkur című angol Wikipédia-szócikk ezen változatának fordításán alapul.  Az eredeti cikk szerkesztőit annak laptörténete sorolja fel. Ez a jelzés csupán a megfogalmazás eredetét és a szerzői jogokat jelzi, nem szolgál a cikkben szereplő információk forrásmegjelöléseként.